# Namboniscus brevicornis
Namboniscus brevicornis är en kräftdjursart som beskrevs av Schmidt 200. Namboniscus brevicornis ingår i släktet Namboniscus och familjen Olibrinidae. Inga underarter finns listade i Catalogue of Life.